# Luka Lipošinović
Luka Lipošinović (Subotica, 12. svibnja 1933.) bivši je hrvatski nogometaš i trener. Igrao je na položaju napadača.
Rodom je Hrvat.
U karijeri je igrao za Dinamo Zagreb i za austrijski LASK Linz.
Svojim je igrama izborio mjesto u jugoslavenskoj nogometnoj reprezentaciji. Igrao je za više uzrasnih kategorija jugoslavenske reprezentacije, za omladinsku, za mladu reprezentaciju te u seniorskoj konkurenciji, kao i za "B" i za "A" reprezentaciju, za koju je nastupio 13 puta.
Od velikih nogometnih natjecanja, nastupio je na Olimpijskim igrama u Melbourneu 1956. godine, gdje je osvojio srebrnu medalju, i na SP-u 1958. u Švedskoj.

## Uspjesi
S "Dinamom" je osvojio jugoslavenska prvenstva 1953./54. i 1957./58. te jugoslavenski kup 1959./60.

## Zanimljivosti
Prvu utakmicu za jugoslavensku "A" reprezentaciju igrao je protiv Saara.

## Vanjske poveznice
- Povijest NK Dinamo  Arhivirana inačica izvorne stranice od 14. srpnja 2007. (Wayback Machine)
- NK Dinamo 1954.  Arhivirana inačica izvorne stranice od 9. lipnja 2007. (Wayback Machine) Fotografija. Lipošinović je drugi od igrača koji sjedi.
- (srp.) Jugoslavenski reprezentativci[neaktivna poveznica] Luka Lipošinović
- (engl.) Sports-Reference.com  Arhivirana inačica izvorne stranice od 15. prosinca 2012. (Wayback Machine) Luka Lipošinović